# Sangiaccato di Kocaeli

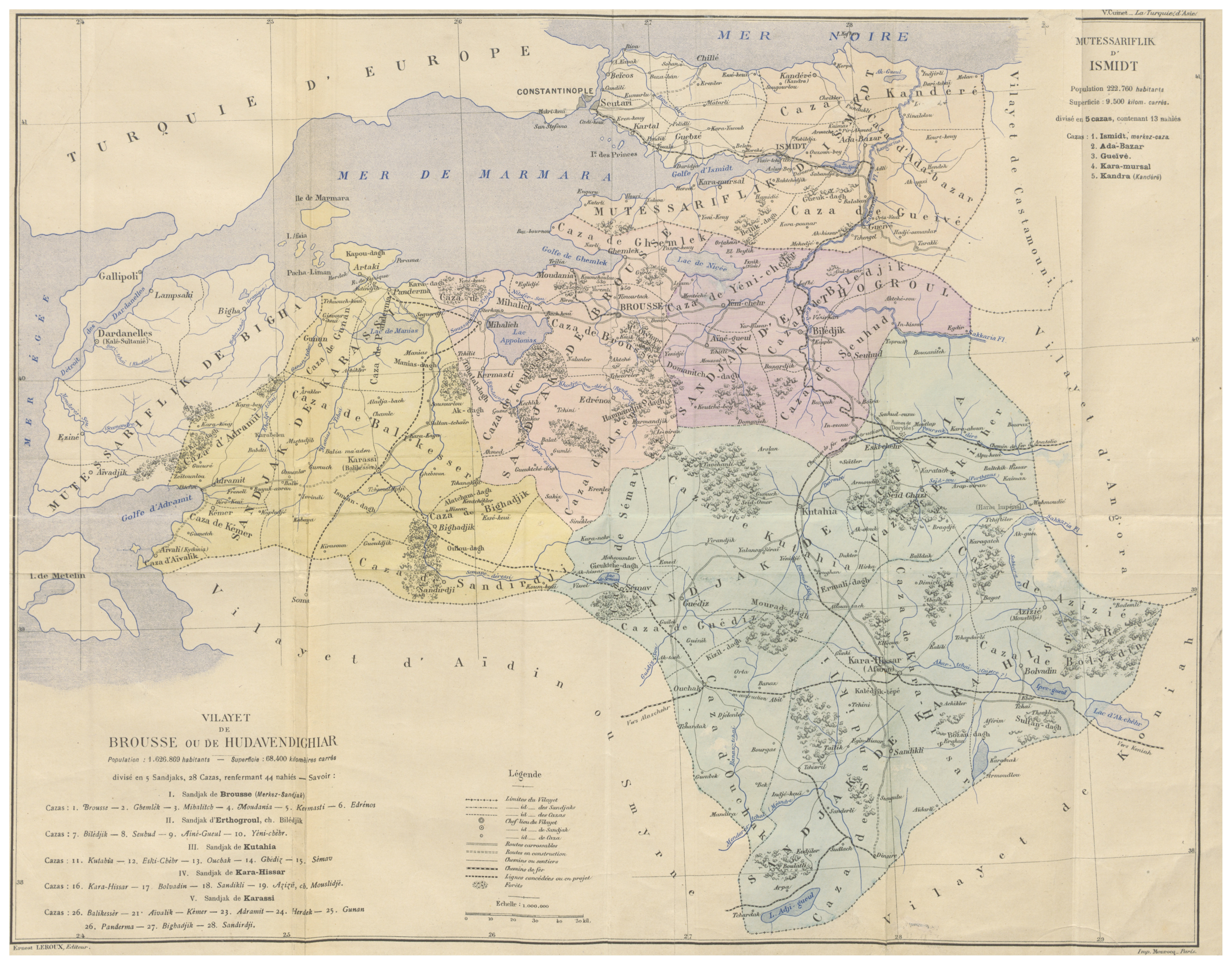
Mappa dell'Eyalet di Hüdavendigâr nel 1895

Il Sangiaccato di Kocaeli era una provincia ottomana di secondo livello (sangiaccato o liva) con capitale a Iznikmid/Izmid (la Nicomedia bizantina, la moderna İzmit).

## Storia
Kocaeli deriva il suo nome da Akça Koca, un condottiero turco ottomano che iniziò la conquista della regione dall'impero bizantino. Il suo dominio (in turco Koca-ili o Koca-eli, "terra di Koca") fu riconosciuto come sangiaccato, già durante il regno di Orhan I, tra il 1327 e il 1338, rendendolo uno dei primi sangiaccati dell'Impero Ottomano. La sua capitale era Iznikmid, che fu conquistata dagli ottomani tra il 1331 e il 1338. Con l'istituzione dell'Eyalet di Anatolia ne divenne parte fino al 1533, quando fu aggiunta al neonato Eyalet dell'Arcipelago. I boschi della provincia permisero alla città di diventare la sede di un importante arsenale navale, soprattutto durante l'era Köprülü.
Rimase parte dell'Eyalet dell'Arcipelago fino alle riforme Tanzimat del XIX secolo; nel 1846 fu trasferito all'Eyalet di Kastamonu. Nel 1855 passò all'Eyalet di Hüdavendigâr (e al suo successore Vilayet di Hüdavendigâr dopo il 1867). Da lì fu trasferito al Vilayet di Istanbul nel 1870, prima di tornare brevemente sotto Hüdavendigâr (1871), diventare un sangiaccato indipendente nel 1872, per poi tornare sotto Istanbul nel 1876. Nel 1887, il Sangiaccato di Kocaeli (sempre più noto come Izmid, dal nome della sua capitale) tornò alla giurisdizione del Vilayet di Hüdavendigâr.